# 横浜市立中学校成績談合問題
横浜市立中学校成績談合問題（よこはましりつちゅうがっこうせいせきだんごうもんだい）は、1960年代から1990年代にかけ、横浜市内の市立中学校において、生徒の学科成績を教員間で意図的に操作していたとされる問題。
1991年に発覚、報道されて明るみに出た。

## 概要
神奈川県内では当時、高等学校入学の査定は、アチーブメントテスト、中学校第2学年および第3学年2学期の内申点、および入学試験の点数を基に行われていた。しかしその比率の大部分を内申点が占め、内申点も相対評価により級別の人数や割合が決められていたことから、ボーダーライン上の成績の優劣は教科担当の教師が決定権を持つようになった。また、教師が担任で受け持つ生徒の学力に応じて、内申点が出た段階で合格圏内80%に入っている学校へ志願するよう指導していた。そんな中、教師間で生徒Aの国語の内申点を3から4へ引き上げるかわりに生徒Bの数学の内申点を2から3へ引き上げ各々の生徒が志望校の合格ライン80%以内に入るような取引が行われるようになる。中には対象の生徒が自分が受け持つ部活動の生徒である場合などはボーダーライン上から優先的に成績を上げ、下げた生徒へは「生活態度や授業態度が悪い」など理由をつけ自分の意のままにしていた教師もいた。
反面、アチーブメントテストと中学校第2学年の内申点比率が高かった時代は、その成績を基に教師側が生徒の進学高校を事実上振り分けることが可能だったシステム上の問題もあった。

## 発覚
県内の中学校1校で内申点に異議をもった生徒Aと生徒Bの母親が学校に乗り込んできた。生徒AとBは友人であったが、Bは6月に県外から転入していた。Aは第3学年の2学期に数学で中間テスト86点、期末テストが70点の成績をとり10段階中7の評価を得たがBは中間テスト80点、期末テスト68点で10段階中8の評価を得ていた。また社会はAは中間テスト62点、期末テストが61点の成績をとり10段階中6評価を得たがBは中間テスト60点、期末テスト62点で10段階中7の評価だったことを知った。
これについて、教科担任は評価の違いを授業態度によるものと説明したが、Aの母親が教育委員会に訴えたことやAの母親の友人が神奈川新聞社の記者であったことから、神奈川新聞が特集で報じた。教育委員会が教師にアンケートをとったところ横浜市内の中学校の半数以上に当たる79校で教師間で成績のやり取りを行ったり私心を加えたことがあるとの回答が返ってきた。中にはアチーブメントテストの解答用紙に記入された番号を見にくいなどの理由で正答を不正解にしていた、スポーツ推薦以外で公立高校の学区外受験を行わせないよう指導した学校も存在した。
その指導は1981年に県が小学区制度を導入したこともあり当時、県内随一の公立進学校といわれた厚木高校、湘南高校など学区外高校への受験を不可能にするものであったため横浜市内のトップレベルの学力を持つ受験生は併願で受験した有名私立高校の合格が決まると公立高校の入学試験を辞退する現象が起きた。それは1990年代まで有名私立進学校の合格発表が神奈川県公立高等学校の一般入試日程の前に行われたことや「○○高校は（進学校の中では）あまり良くない」といった根拠のない噂や風評を信じた保護者が教師が勧めた高校ではなくネームバリューのある私立進学校へ進学させたため横浜市内学区で最上位にランクされた公立高校の中には入試辞退によって定員割れを起こし、受験生全員が合格した年もあった。また、神奈川方式の制度上の不備により、県外からの転入者にはアチーブメントテストの点数が0点で評価され補償、テスト実施が行われないなど受験の不利が存在するという事情もあった。

## その後
神奈川県はアチーブメントテストの採点不正、県外からの転入者への諸問題の発生から1995年度を持ってアチーブメントテストの廃止を決定した。教師の間ではアチーブメントテスト廃止による内申点重視、入試一発勝負型の選考方法に異を唱える者もいた。また、そもそもの問題である相対評価は2002年に神奈川県内の学区区割りは2005年にそれぞれ全廃された。